# Schlosspark Neustrelitz

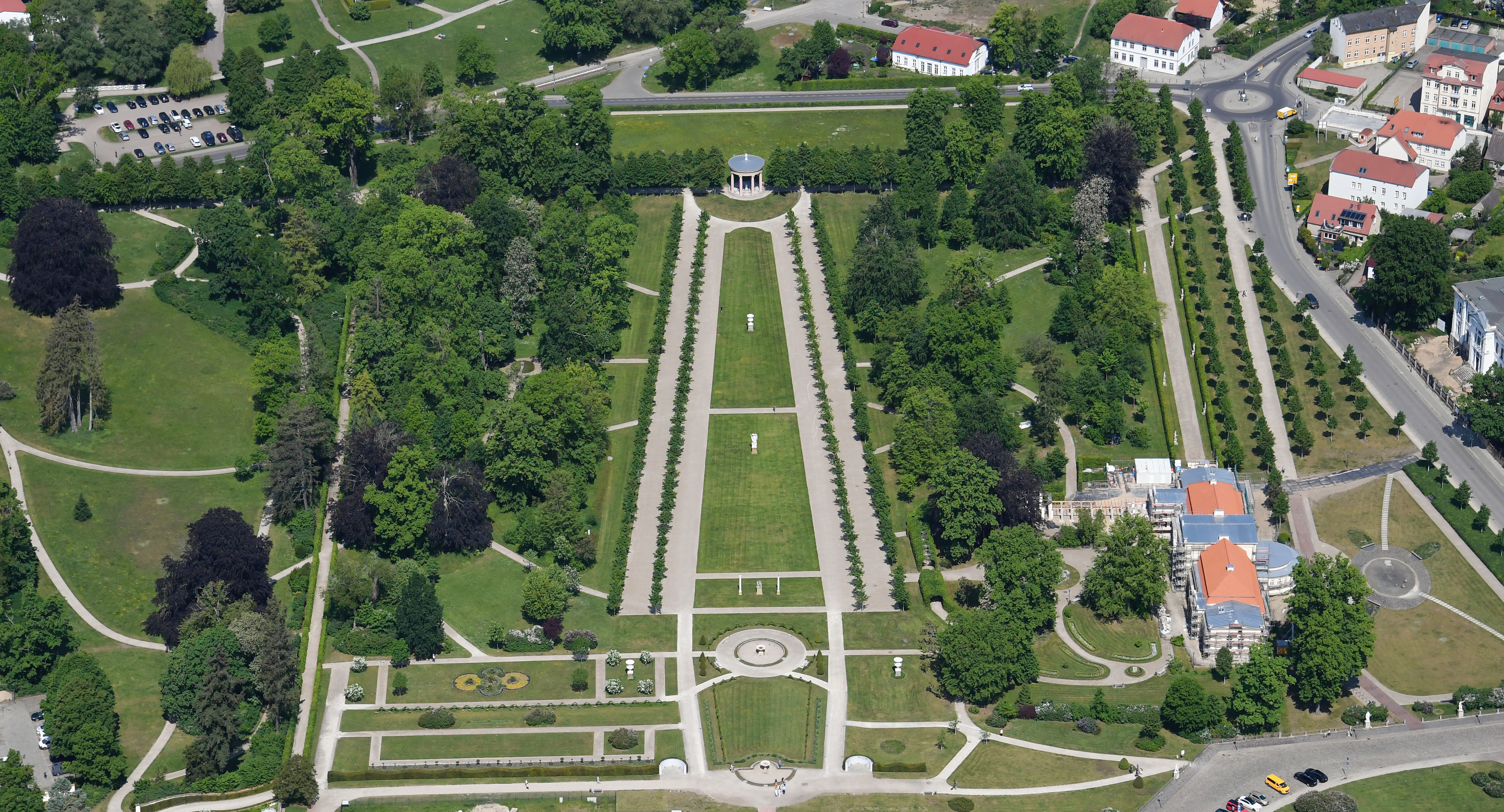
Schlosspark Neustrelitz von Südosten aus der Luft gesehen

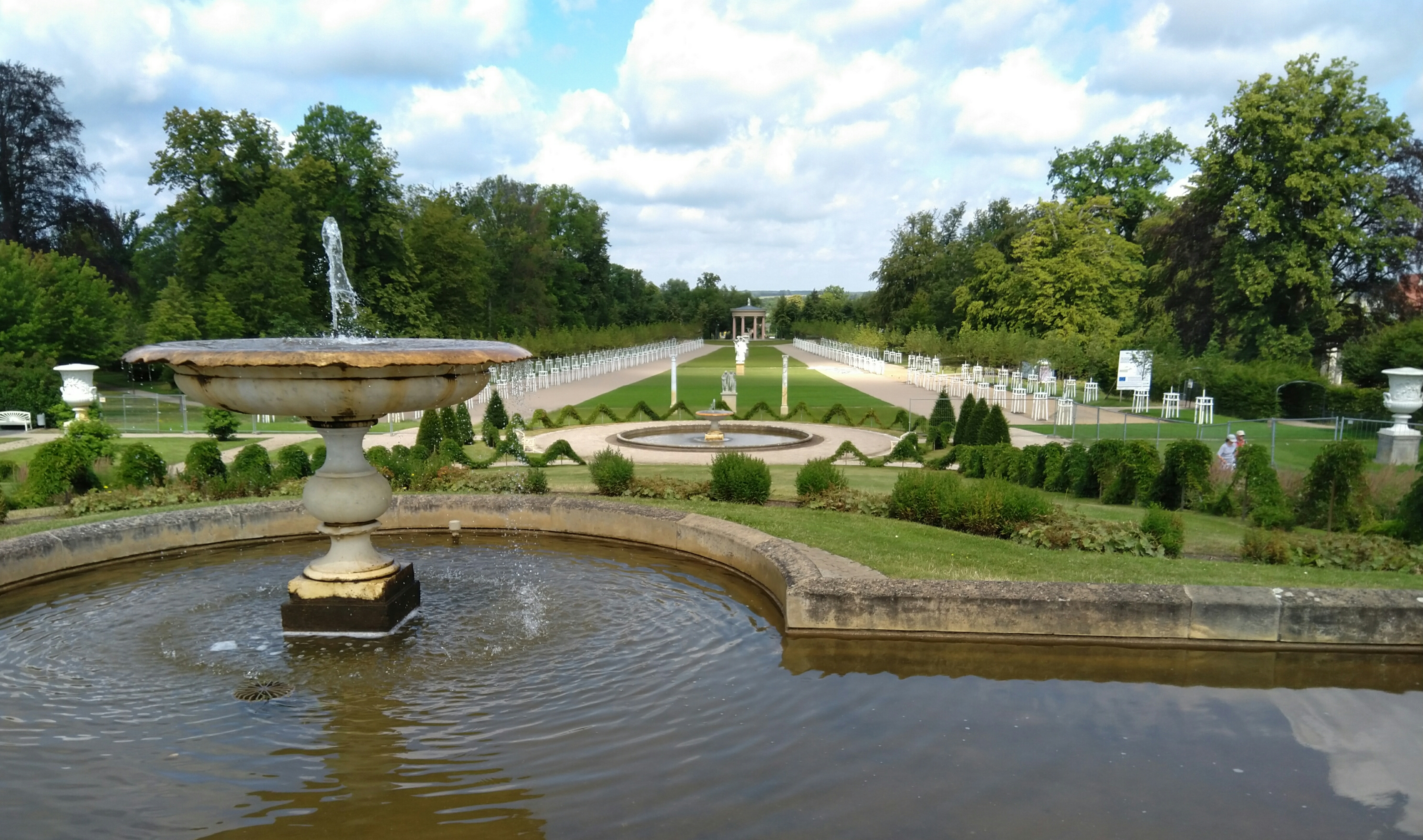
Barocke Hauptachse des Parks nach Sanierung und Rekonstruktion 2019

Der Neustrelitzer Schlosspark, auch Neustrelitzer Schlossgarten genannt, wurde 1731/1732 von Julius Löwe nach Fertigstellung des Residenzschlosses der 1733 gegründeten Stadt Neustrelitz als Barockgarten angelegt, dann aber im 19./20. Jhd. mehrfach tiefgreifend umgestaltet und zu einer mehrteiligen Parkanlage erweitert. Die erhaltene barocke Sichtachse, das im Stil englischer Landschaftsgärten gestaltete Areal des Schlossparks, der dort zum Gedenken an die preußische Königin Luise von Mecklenburg-Strelitz auf einem Hügel errichtete Luisentempel, der von Friedrich Wilhelm Buttel entworfene Hebetempel, eine Reihe von Kopien antiker und klassizistischer Bildwerke sowie die zum Gartensalon umgestaltete Neustrelitzer Orangerie zeugen noch heute vom Kunstgeschmack des Adels in früherer Zeit.

## Gestaltung
Ein großes von Lindenalleen flankiertes Rasenparterre führt auf der Sichtachse vom Schlossberg zu einem Point de vue – dem auf der Schnittfläche mit der Tempelallee gelegenen Hebetempel. Durch die Verjüngung des Rasenparterres und die seitlich davon auf den Hebetempel zulaufenden Lindenalleen wird die Mittelachse des Parks vom Schlossberg aus gesehen, optisch verlängert und der Blick des Betrachter in die Ferne geführt. Ein im rechten Winkel zur Mittelachse verlaufender Erdwall begrenzt den Park zum Zierker See hin, während die auf dem Wall verlaufende, von Linden flankierte Tempelallee die Sicht auf den See ermöglicht und den Park optisch zur umgebenden Landschaft öffnet. Seit 1755 wird der Schlosspark zur Stadt hin im Nordwesten durch die Neustrelitzer Orangerie und in südwestlicher Richtung durch die „Seufzerallee“ begrenzt. Dabei handelt es sich um einen Spazierweg, der von zwei parallel zueinander verlaufenden Buchenhecken flankiert wird. Im Laufe der Jahrhunderte wurde der Schlosspark immer wieder umgestaltet und zu einer mehrteiligen Parkanlage erweitert. Von dem ursprünglich als Barockgarten angelegten Park blieb nur die barocke Sichtachse erhalten.

## Geschichte
Der Schlosspark wurde, wie in der Stilepoche des Barock üblich, auf das Schloss ausgerichtet. Dieses stand an einem zum nahen Zierker See hin abfallenden Hang. Drei dem Schloss vorgelagerte Terrassen betonten den Geländeabfall und hoben das Schloss hervor. Für die Rodungs- und Planierungsarbeiten wurden täglich vier bis acht Gefangene aus Strelitz zum Baugelände gebracht. Auch neun Einwohner aus dem nahe gelegenen Zierke arbeiteten dort von 1731 bis 1735 für einen Lohn von je 12 Talern und 34 Schilling pro Jahr. Als 1766 der englische Historiker und Reiseschriftsteller Thomas Nugent das Heimatland seiner Königin Sophie Charlotte, einer geborenen Prinzessin von Mecklenburg-Strelitz bereiste, beschrieb er die Gestaltung des Schlossparks zu jener Zeit mit folgenden Worten:

„Von der hinteren Seite des Schlosses steigt man auf einer bequemen steinernen Treppe in den Garten, wo sich dem Auge sogleich eine der reizenden Landschaften darbietet. Man trifft nun auf ein schönes Parterre, woran eine doppelte Reihe von Bäumen stößt, die eine große Allee formieren […] Auf beiden Seiten dieser Hauptallee sind Grotten und andere kleine Alleen, die zum Teil Irrgärten  formieren. In der großen Allee selbst sind allerlei antike Statuen. Rechter Hand des Gartens ist die Orangerie und linker Hand der Küchengarten“

Parkplan 1791

Jeder der regierenden Herzöge ließ an Schloss und Park Veränderungen vornehmen, so auch Adolf Friedrich IV. Nach einem Frankreichbesuch ließ er den Park im Stil eines französischen Barockgartens umgestalten. Ein Parkplan von 1791 zeigt die zu dieser Zeit beginnende Auflockerung der streng geometrischen Anpflanzungen des ursprünglichen Barockgartens

Parkplan 1829

Von Beginn bis zur Mitte des 19. Jahrhunderts wurde der Park entscheidend erweitert. Die Terrassentreppen wurden 1802/1803 abgetragen. Um 1808 gestaltete Hofmarschall Friedrich Eugen von Hobe eine als Schlosskoppel bezeichnete ehemalige Viehweide zu einem Landschaftspark um, der den Schlosspark mit der umgebenden freien Landschaft verband. 1819 legte der Hofgärtner Nehrenz zwischen Schlosskoppel und barocken Garten einen weiteren Parkteil an.
In den 50er Jahren des 19. Jahrhunderts folgte eine Umgestaltung dieses Parkteils nach Ratschlägen von Peter Joseph Lenné durch einen Schüler der Potsdamer Gärtnerlehranstalt, den Neustrelitzer Hofgärtner Hugo Stark, im Stil englischer Landschaftsgärten. In diesem Parkteil wurde 1891 zum Gedenken an die preußische Königin Luise von Mecklenburg-Strelitz auf einem künstlich angelegten Hügel der Luisentempel errichtet. In der Mitte des Innenraumes steht die Kopie der zweiten Fassung eines 1827 von Christian Daniel Rauch geschaffenen Sarkophags mit der darauf ruhenden, in Carrara-Marmor gefassten Gestalt der Königin.
1852 wurde der irrtümlich auch als „Prinzengarten“ bezeichnete Englische Garten angelegt. Dort befindet sich heute ein  Ehrenfriedhof für im Zweiten Weltkrieg gefallenen Sowjetsoldaten. Die Gräber der Gefallenen befanden sich bis zum Abzug der sowjetischen Truppen aus Neustrelitz (1993) am Sowjetischen Ehrenmal in der Mitte des Neustrelitzer Marktplatzes.

## Bildwerke, Bauwerke und Skulpturen im Park
- Die in unmittelbarer Nähe der Orangerie aufgestellte Kopie des Orestsarkophags besteht aus Abgüssen des heute in  den Vatikanischen Museen in der Galleria dei Candelabri befindlichen Originals.[11][12] Das Original in Rom steht auf vier Füßen und hat einen flachen Deckel, die Kopie stattdessen eine Bodenplatte und ein spitz zulaufendes Dach.[13] Die Abgüsse wurden 1854 im Auftrag von Großherzog Georg von Christian Daniel Rauch bei seinem letzten Aufenthalt in Rom erworben.[11] Auf dem Orestsarkophag ist entsprechend einer Erzählung aus der Griechische Mythologie der von Furien verfolgte Orest abgebildet.[11]

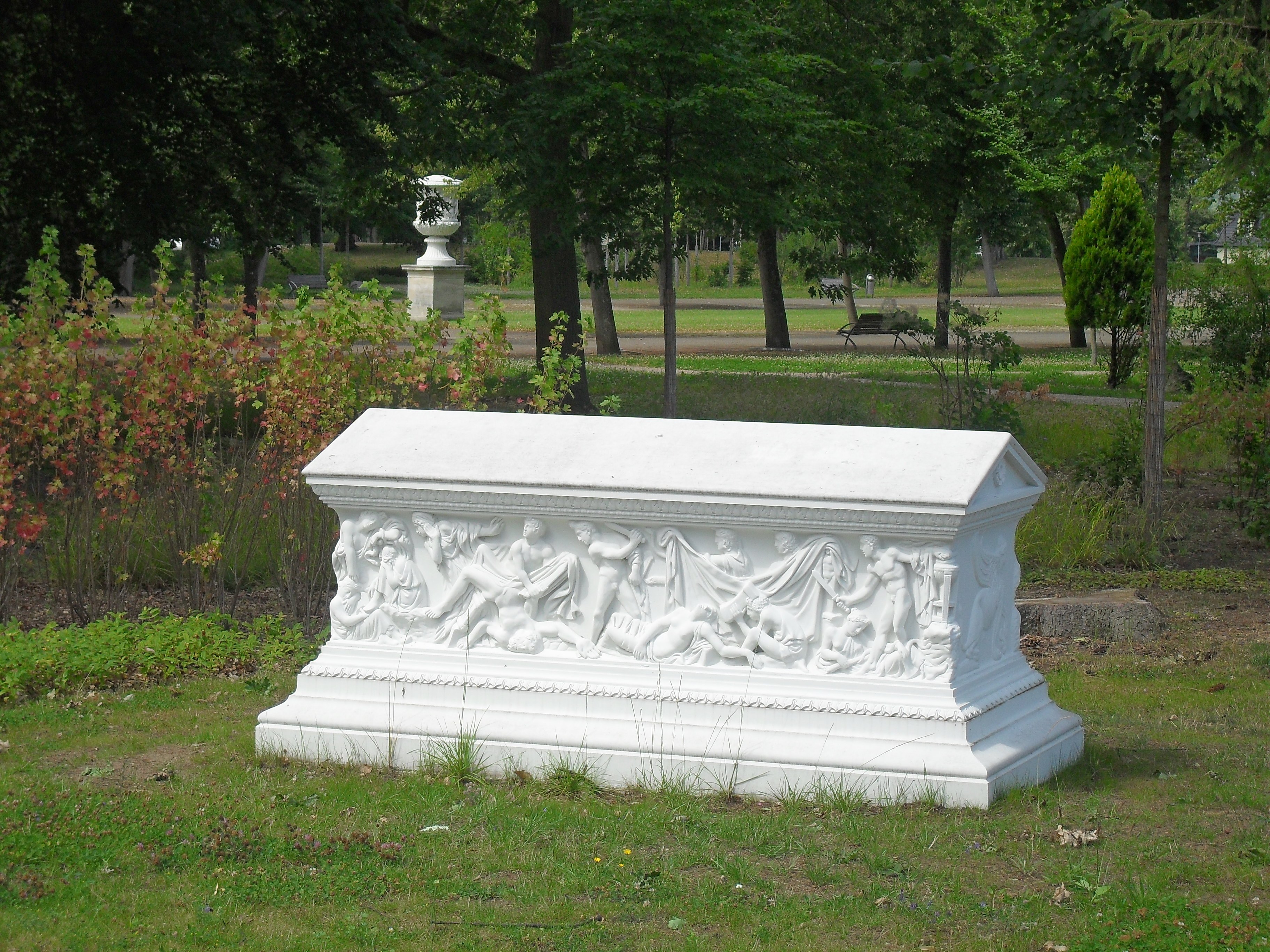
Kopie des Orestsarkophags – aufgestellt in Nähe der Orangerie
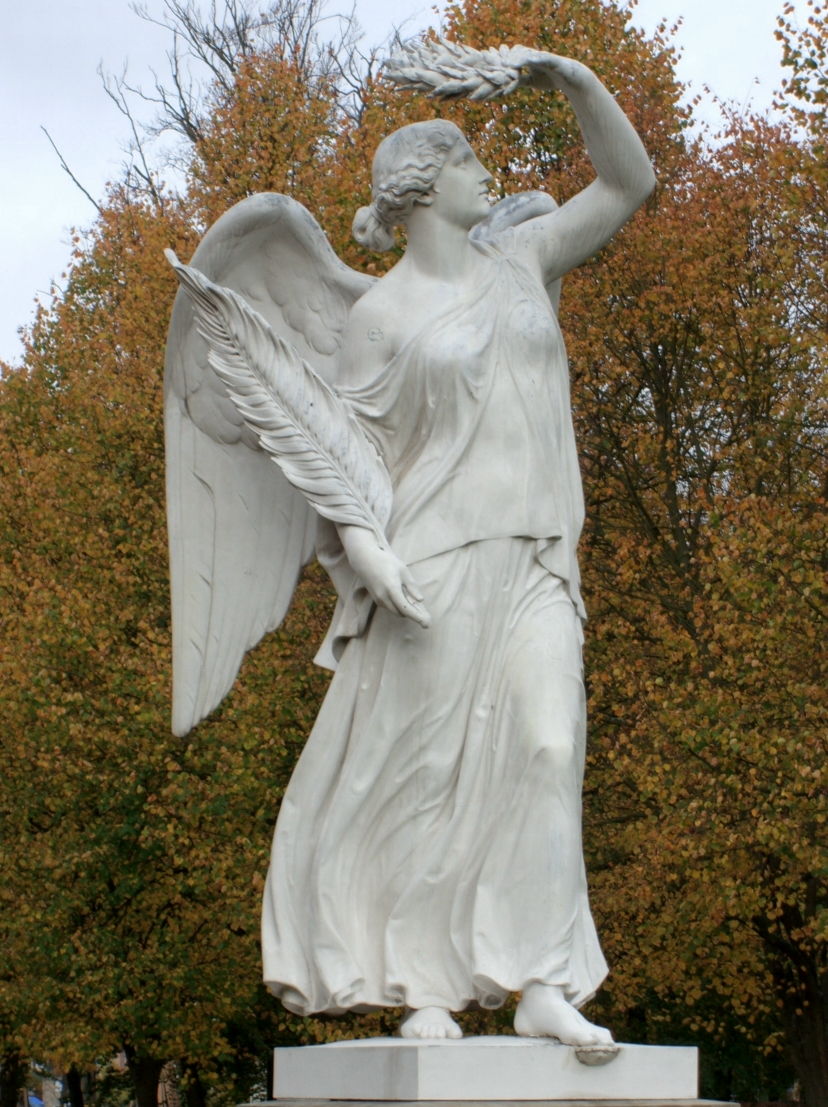
Victoria von Leuthen –  Kopie nach dem Original auf dem Schlachtfeld von Leuthen
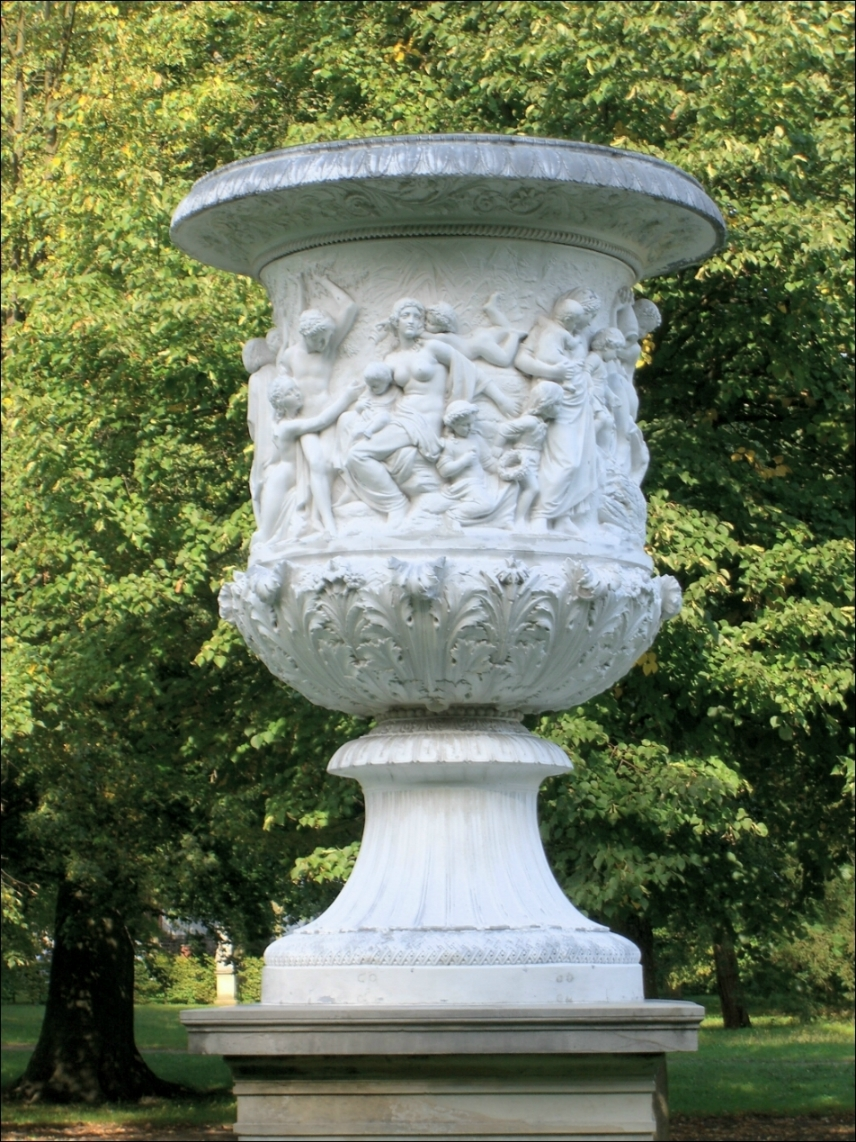
Kopie einer Vase von Friedrich Drake
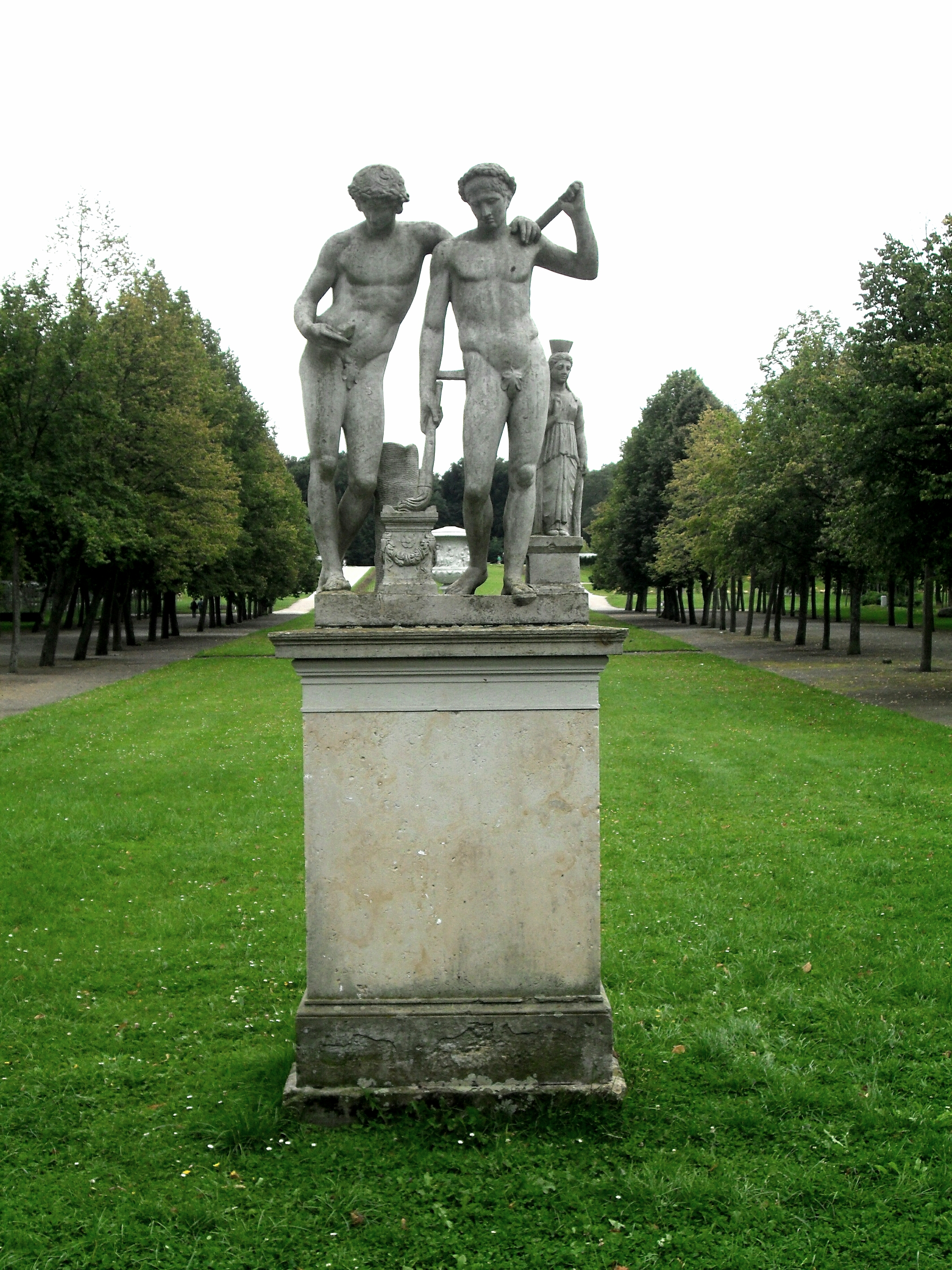
Kopie der Ildefonso-Gruppe

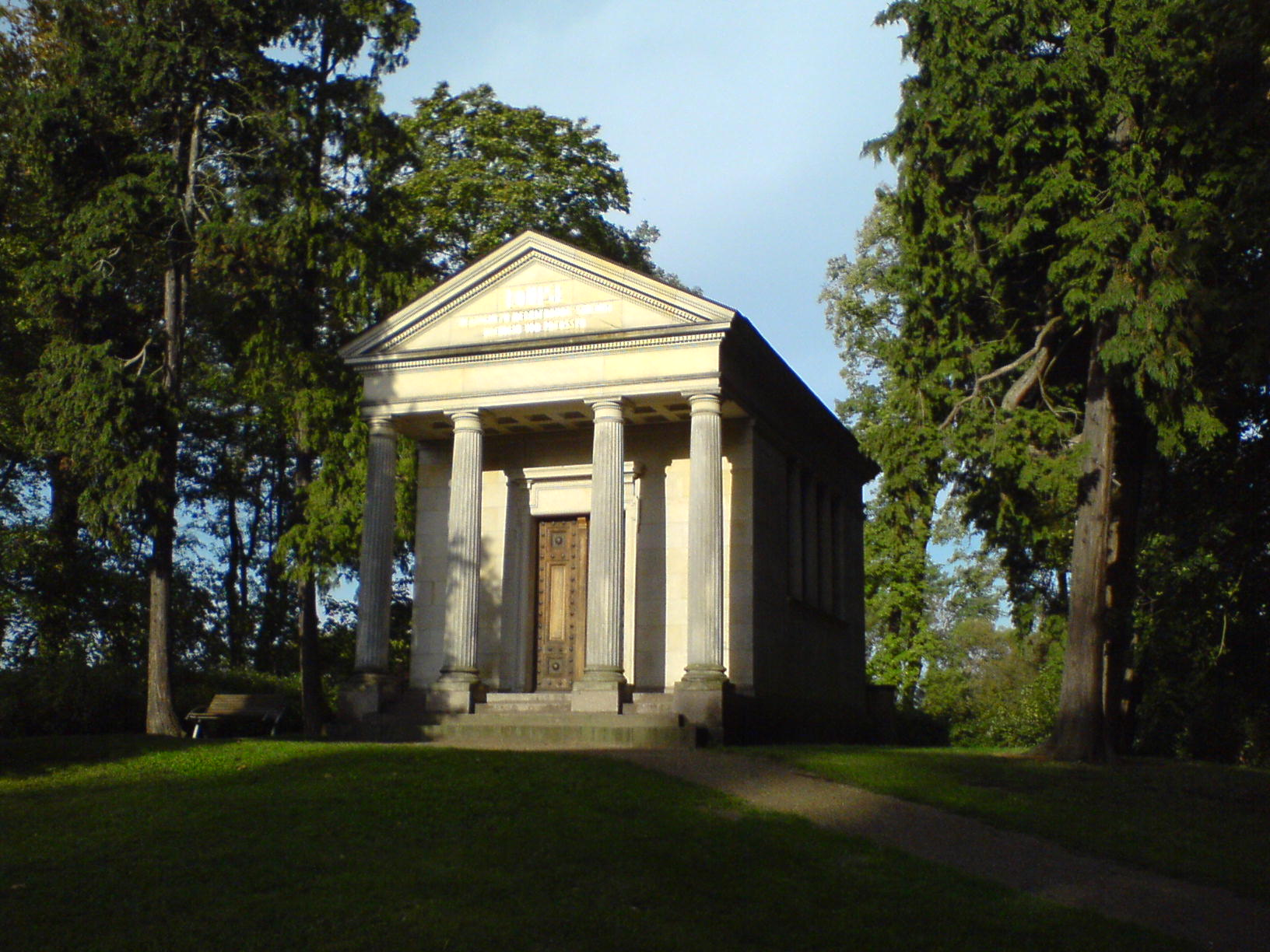
Luisentempel – Gedächtnishalle für die preußische Königin Luise
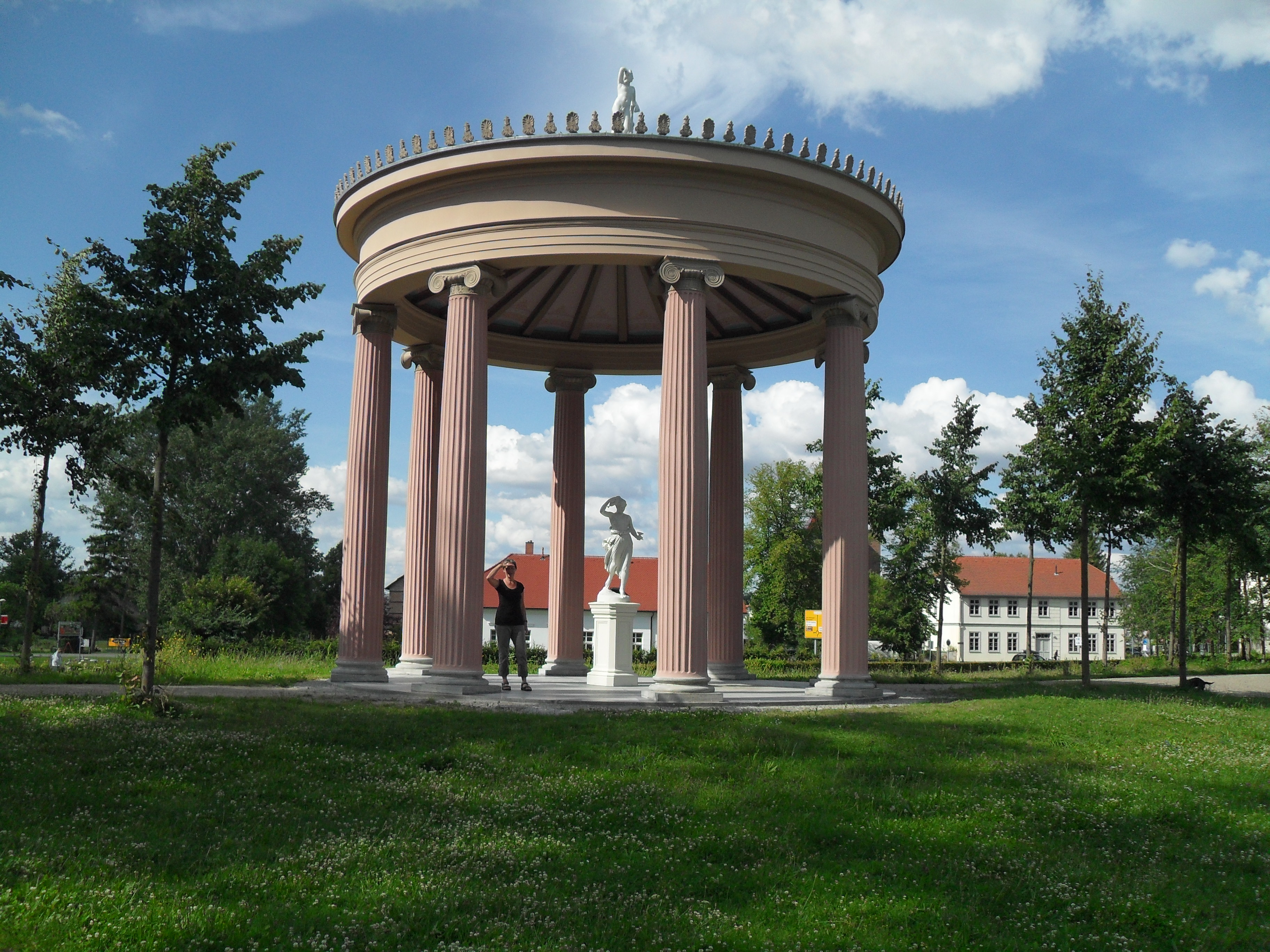
Hebetempel – Point de vue am Ende der barocken Sichtachse
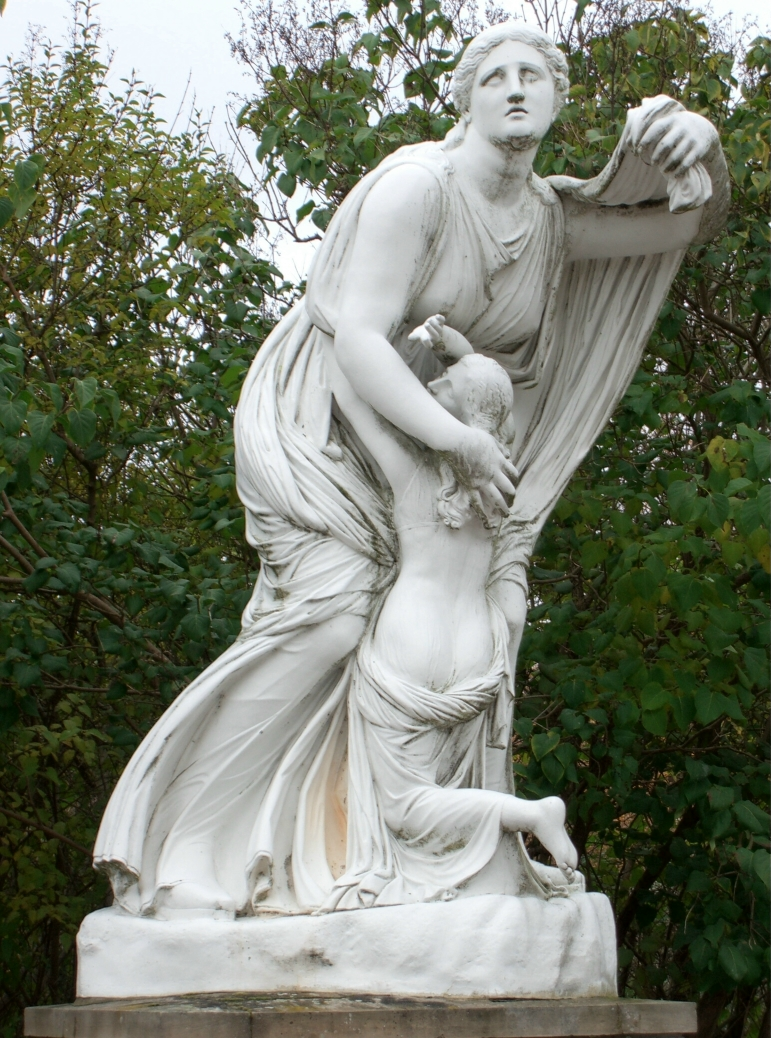
Niobe – Zinkgussfigur an der Schlossauffahrt
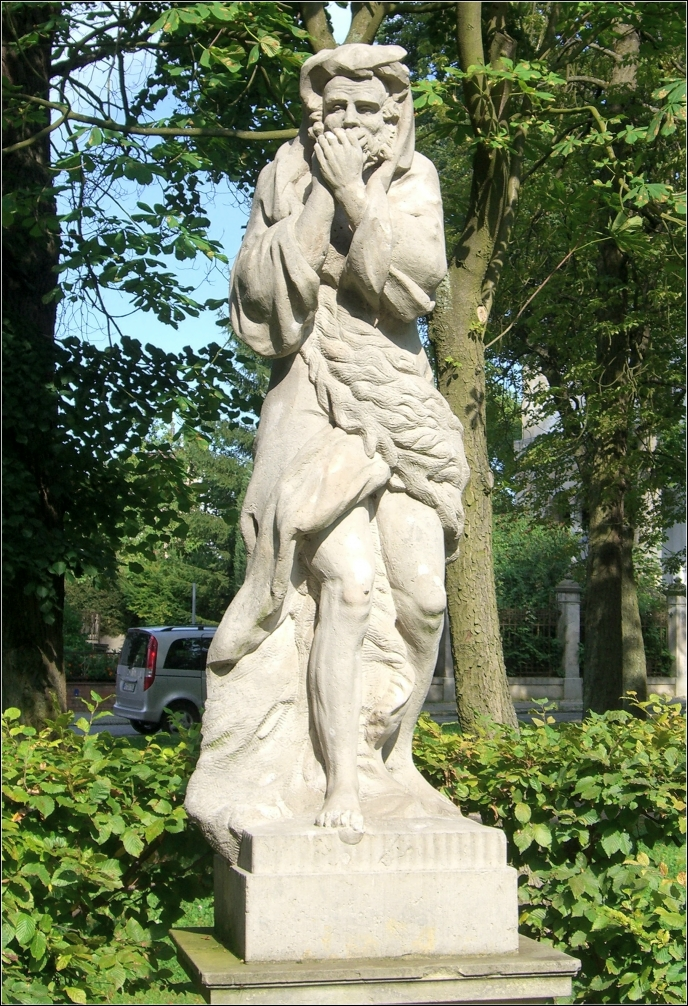
Winter – Sandsteinstatue an der Götterallee

## Sanierung des Schlossparks 2011–2019

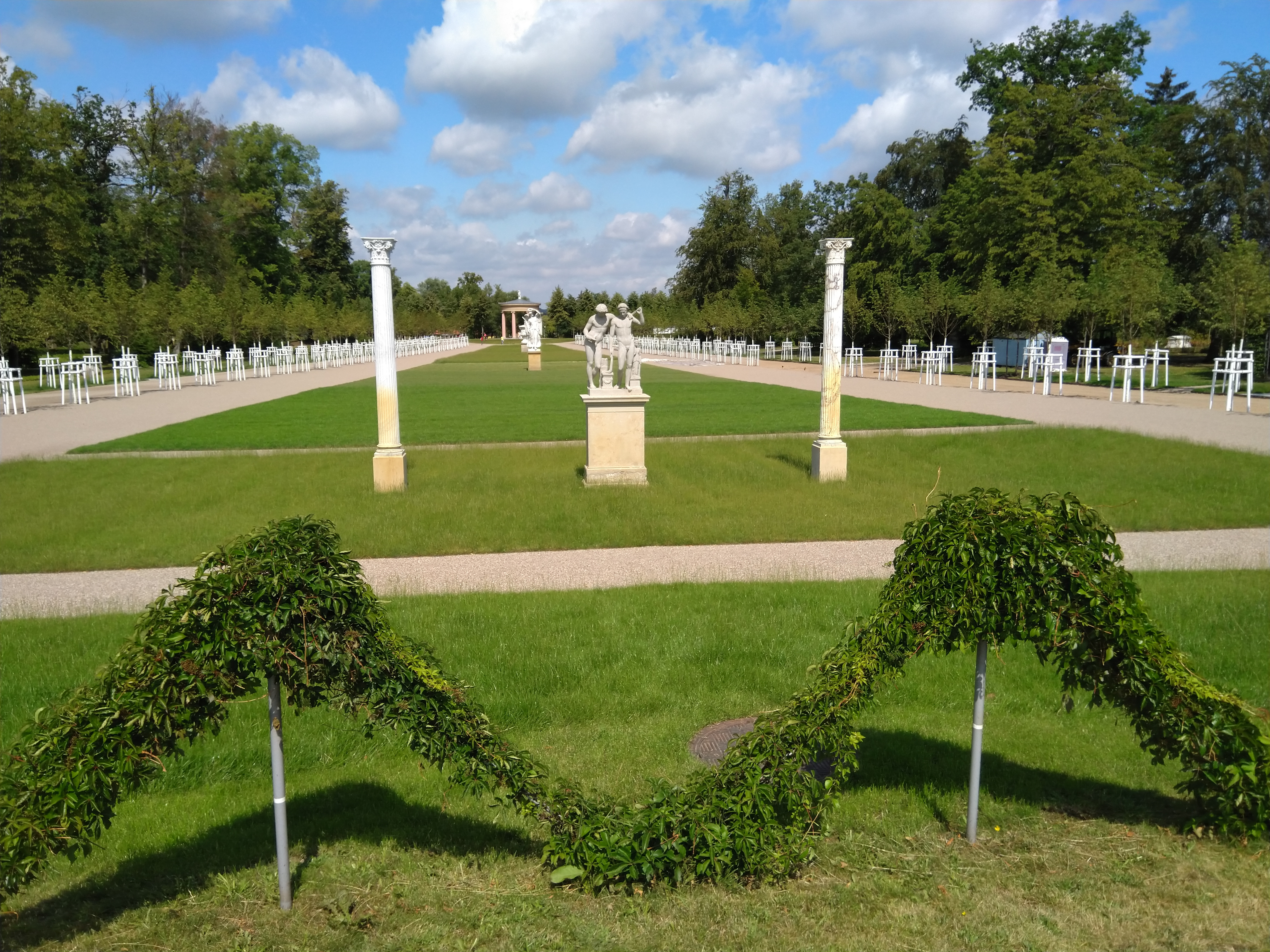
Rasenparterre der barocken Hauptachse nach der Sanierung

Mit Hilfe von Fördermitteln der EU wurde die historische Gartenanlage zwischen 2011 und 2019 umfänglich saniert und zahlreiche Bauten und künstlerische Bildwerke restauriert. Der Schlosspark, der im norddeutschen Raum zu den wenigen weitgehend unverfälscht erhaltenen Anlagen barocken Ursprungs zählt, wurde zunächst im Bereich der ehemaligen Boskettflächen beidseitig der barocken Hauptachse saniert. Unter anderem wurden neue Wege angelegt und Neupflanzungen vorgenommen. Restauriert wurden der Hebetempel, die Drake-Vase, die zwei anderen Prunkvasen, die Victoria von Leuthen, die Niobe an der Schlossauffahrt und der Betende Knabe im Garten der Orangerie ebenso die Götterallee, die beiden Brunnen und das Hirschtor – der ehemalige Eingang zum Tiergarten. Drei der ehemals an der Schlossauffahrt fehlenden Zinkgussfiguren wurden ersetzt. Abschließend erfolgte die Sanierung des Rasenparterres der barocken Mittelachse. Zuvor waren bereits der Orangeriegarten,  der 1852 angelegte Englische Garten (irrtümlich auch als „Prinzengarten“ bezeichnet), der Weinberg und die Schlossterrassen fertiggestellt worden. Die Lindenalleen beiderseits der Mittelachse wurden komplett erneuert und die Bäume wie ursprünglich vorgesehen so gepflanzt, dass die Alleen zum Hebetempel hin stark aufeinander zulaufen. Durch diese gartenarchitektonische Maßnahme wird das entsprechend angeglichene Rasenparterre optisch in Richtung Horizont verlängert. Die Kopie der Ildefonso-Gruppe steht wieder auf ihrem ursprünglichen Standort vor den Schlossterrassen und wird wie früher von zwei Marmorsäulen flankiert. Der Neustrelitzer Schlosspark wurde am 14. August 2019 feierlich an die Öffentlichkeit übergeben.